# OpenBIS
openBIS (open Biology Information System) ist ein von der ETH Zürich entwickeltes quelloffenes Datenverwaltungswerkzeug, das den gesamten Datenlebenszyklus von der Projektaufnahme über die Datenproduktion und -analyse bis hin zur Bereitstellung der wissenschaftlichen Daten für die Öffentlichkeit samt Langzeitarchivierung unterstützt. Damit können die Anforderung von Open Science Initiativen erfüllt und Zeitersparnisse für die Wissenschaftler erreicht werden. Wichtiger Bestandteil hierfür ist das integrierte elektronische Laborbuch, das mit einem Modulsystem stark an die Bedürfnisse der jeweiligen Arbeitsgruppe angepasst werden kann. Die Software ist plattformunabhängig in Java und Python implementiert und wird unter der Apache Software License 2.0 veröffentlicht. Als Datenbank wird PostgreSQL eingesetzt.